# LaSalle National Bank Building
Le LaSalle National Bank Building est un gratte-ciel de 163 mètres construit à Chicago en 1934.
Il a été conçu dans un style Art déco par l'agence Graham, Anderson, Probst & White.